# Agonist (farmakologi)
 For alternative betydninger, se Agonist. (Se også artikler, som begynder med Agonist)
Agonister er betegnelsen for en kategori af stoffer, der kan binde sig til en receptor. Agonisterne sætter en kemisk reaktion i gang inde i cellen, når de binder sig til receptoren – men på en måde, som svarer til en nøgle, der har den kode, der skal til for at åbne låsen. Det er modsat antagonisterne, der også passer i låsen, men hvor koden er forkert, dvs. at antagonisterne binder sig til receptoren, men uden at dette medfører, at der sættes en kemisk reaktion i gang.

## Eksempler
- Semaglutid, et hormonlignende lægemiddel fra Novo Nordisk til behandling af type 2-diabetes og langsigtet vægtkontrol under navnene Ozempic, Wegovy og Rybelsus, er en agonist til GLP-1-receptoren.